# Делеховое
Делехово́е — село Добровского района Липецкой области, входит в состав Крутовского сельсовета.

## География
Село расположено на берегу реки Делеховка на Чаплыгинском шоссе (42К-189) в 2 км на северо-восток от центра поселения села Крутое и в 23 км на север от райцентра села Доброе.
В Делеховом 7 улиц: Гагарина, Колхозная, Луговая, Набережная, Первомайская, Полевая, Садовая.

## История
Возникло в первой половине XVII века. В документах 1648 года упоминается как починок Делехов .
Делеховое в качестве села с церковью Архистратига Божьего Михаила упоминается в окладных книгах 1676 года. Вместо существовавшей в XVII веке и обветшавшей церкви, построена была новая - в тоже храмонаименование, об освящении которой просил иер. Константин Кириллов в 1779 г. Деревянная Архангельская церковь построена была на небольшом расстоянии от прежде бывшей, разобранной за ветхостью в 1856 году. Одновременно с церковью устроена была и колокольня, имевшая в вышину до 13 сажен. Сельская школа существовала с 1876 года и помещалась в церковной караулке.
В XIX — начале XX века село входило в состав Путятинской волости Раненбургского уезда Рязанской губернии. В 1906 году в селе было 112 дворов.
С 1928 года село являлось центром Делеховского сельсовета Добровского района Козловского округа Центрально-Чернозёмной области, с 1944 года — в составе Колыбельского района, с 1954 года — в составе Липецкой области, с 1956 года — в составе Крутовского сельсовета Добровского района.

## Население
| 1859 | 1897 | 1906 | 2006 | 2010 |
| ---- | ---- | ---- | ---- | ---- |
| 671  | ↗912 | ↘733 | ↘226 | ↘207 |